# Чёрный Олех
Чёрный Олех — село в Суджанском районе Курской области. Входит в состав Воробжанского сельсовета.

## География
Село находится на реке Воробжа (приток Псла), в 17 км от российско-украинской границы, в 76 км к юго-западу от Курска, в 18 км к востоку от районного центра — города Суджа, в 4,5 км от центра сельсовета — Воробжа.
Улицы
В селе улицы: Жихар, Понизовка, Советская.
Климат
Чёрный Олех, как и весь район, расположен в поясе умеренно континентального климата с тёплым летом и относительно тёплой зимой (Dfb в классификации Кёппена).
Часовой пояс
Село Кубаткин, как и вся Курская область, находится в часовой зоне МСК (московское время). Смещение применяемого времени относительно UTC составляет +3:00.

## Население
| 2002 | 2010 |
| ---- | ---- |
| 259  | ↘170 |

## Инфраструктура
Личное подсобное хозяйство. В селе 144 дома.

## Транспорт
Чёрный Олех находится в 7 км от автодороги регионального значения 38К-028 (Обоянь — Суджа), на автодороге межмуниципального значения 38Н-504 (38К-028 — Чёрный Олех), в 6,5 км от ближайшего ж/д остановочного пункта 73 км (линия Льгов I — Подкосылев).
В 97 км от аэропорта имени В. Г. Шухова (недалеко от Белгорода).

## Достопримечательности
- Братская могила воинов Советской армии, погибших в Великой Отечественной войне